# Ferenc Szabó (compositor)
Ferenc Szabó (hongarès: Szabó Ferenc)  (Budapest, 27 de desembre de 1902 - 4 de novembre de 1969) va ser un compositor hongarès.
Va néixer en una família humil; el pare treballava de cambrer i la mare en el servei domèstic. I ell mateix, durant les vacances escolars també treballava. Va començar a estudiar música com autodidacta i durant els anys de la Primera Guerra Mundial va estudiar violí amb un músic del teatre de l'òpera, a qui pagava les classes portant-li el dinar a casa.
L'any 1921 va ingressar a l'Acadèmia de Música de Budapest per estudiar-hi composició. Va ser alumne de Leo Weiner, Albert Siklós i, de 1923 a 1926 va estudiar amb Zoltán Kodály, que, junt amb Bela Bartók, representava una cultura popular alternativa i amb una actitud política allunyada del conservadorisme burgés que havia ressorgit a Hongria.
Essent encara estudiant va entrar en contacte amb el moviment obrer i el 1926 va ser cofundador de l'Associació Lliure de Músics Moderns Hongaresos. El 1927 va començar a participar en activitats polítiques il·legals i el novembre de 1931, seguint les instruccions del Partit Comunista, va marxar cap a Berlín, on havien emigrat també altres hongaresos per les seves idees polítiques.
El 1932 va exiliar-se a la URSS, on va ser una figura respectada de la vida musical soviètica, i va trobar les oportunitats d'explorar un terreny comú entre la sala de concerts i la presa de música massiva en un nivell molt més alt. Va compondre una trilogia històrica (Ludas Matyi, Memento, Föltámadott a tenger) en què combina les tradicions del romanticisme hongarès amb les idees de la lluita social en el seu país. i bandes sonores de pel·lícules (La revolta dels pescadors [1934] d'Erwin Piscator); va transcriure la Sinfonietta, originalment per a orquestra de cambra, per a una orquestra de domrï (instruments folk clavats). També va escriure obres orquestrals i una òpera, Légy jó mindhalálig (1969), que va deixar incompleta i va ser acabada per András Borgulya i estrenada el 1975.
Durant la Segona Guerra Mundial va servir en l'Exèrcit Roig, participant, entre d'altres, en les operacions militars del setge de Budapest.
Va ser i va romandre com un estalinista compromès i acabalat fins al final de la seva vida, i va compondre molts treballs en què va acollir el primer ministre soviètic, Ióssif Stalin, i els seus èxits. Eventualment, va caure en desgràcia amb el Partit Comunista Hongarès després de les seves acusacions com a informador durant els assaigs d'espectacles de Moscou en la dècada de 1930. Com a conseqüència de les seves acusacions, la policia secreta d'Stalin havia executat diversos membres del Partit Comunista. Des de 1958 fou director de l'Acadèmia Franz Liszt, on va tenir entre d'altres alumne a Emil Petrovics, István Láng i Maros Miklós, i d'on va ser expulsat el 1967 de forma incongruent de tots els seus càrrecs públics i va morir a la foscor el 4 de novembre de 1969.